# Мбеки, Ипанетт
Ипанетт Мбеки (африк. Epainette Mbeki, урождённая Номака Ипанетт Моеране (африк. Nomaka Epainette Moerane), известная как «МаМбеки»; 16 февраля 1916, Маунт-Флетчер, Капская провинция — 7 июня 2014, Ист-Лондон, Восточно-Капская провинция) — политический деятель, борец против режима апартеида. Жена политического активиста Гована Мбеки, мать бывшего президента ЮАР Табо Мбеки и экономиста Моелетси Мбеки.

## Биография

### Молодые годы
Номака Ипанетт Моеране, шестая из семи детей, родилась 16 февраля 1916 года в Маунт-Флетчере в семье Джакане и Софи Моеране, прогрессивных христианских фермеров. Каждое утро, она отгоняла птиц от отцовских полей сорго, потом шла в школу, возвращалась и снова занималась этим делом. Она приводила это в качестве примера трудолюбия, какое сохраняла и в 90 лет, уча других этому. Ипанетт окончила школу «Lovedale» и стала преподавателем в колледже Адамс возле Дурбана. Там её коллегой-учителем был Гован Мбеки.

### Общественная и политическая деятельность
В 1937 году Бетти дю Туа привлекла МаМбеки к работе в Коммунистической партии Южной Африки в Дурбане, что сделало её второй чернокожей женщиной, присоединившейся к партии после Джози Палмер. Она работала добровольцем в Организации охраны детства в Дурбане, помогала организовывать акции бойкота, работала агентом газете «Inkululeko» (печатный орган КПЮА), и училась в вечерней школе партии.
В январе 1940 года она вышла замуж за Гована Мбеки, и они вернулись в Мбевулени, чтобы помочь бедным крестьянам получит образование. Они жили в районе, где не было ни электричества, ни воды. МаМбеки приходилось ездить за водой по нескольку километров в день. Позже они получили разрешение на создание торгового магазина, ставшим источником средств к существованию. В то время как её муж стал участвовать в политической деятельности, МаМбеки работала в магазине и воспитала четверых детей: Линда (скончалась в 2003 году), Табо, Моелетси и Джама (убит в Лесото в 1982 году). В то же время, она была активным членом женского движения самопомощи «Zenzele», одним из основателей Национальной Африканской торгово-промышленной палаты и секретарем сельскохозяйственной выставки в Дутиве на протяжении многих лет.
После того как в 1964 году её муж был приговорен к пожизненному заключению на суде в Ривонии, а трёх её сыновей отправили в изгнание, МаМбеки испытала большие трудности, пыталась зарабатывать себе на жизнь, находясь под преследованием со стороны властей.
В 1974 году МаМбеки переехала из Мбевулени в Нгсингване, ближе к городу Дутива. Здесь она возобновила работу своего магазина, и продолжила активную деятельность по поднятию социального развития своего сообщества.
В 1987 году Гован Мбеки был освобождён, но семья так и не воссоединилась.

### Последние годы
Она жила в деревушке Нгсингване, около Дутивы, одного из беднейших городов Южной Африки, где пользовалась большим уважением за усилия по улучшению качества жизни людей. Гиллиан Ренни в своей книге «Raising Thabo» отмечал, что «она не похожа на других пенсионеров, получающих пенсию и говорящих: „Позвольте мне играть в гольф и ловить рыбу“. Старушка является скромным человеком». Мбеки была руководителем проекта по бисероплетению — кооператив под названием «Khanyisa» — традиционному африканскому искусству, являющимся средством к существованию 24 жительниц деревни. Она являлось видным деятелем в Хосписе имени Линды Мбеки для больных СПИДом, работающим в бывшем доме семьи Мбеки в Мбевулени, основанном в память своей дочери, умершей в 2005 году. Мбеки также взяла под своё покровительство детский дом в Комге и Техническую среднюю школу Номака Мбеки, названную в её честь, и владела магазином, денежные счета и бухгалтерию которого вела сама.
Она придавала большое значение образованию, была активной сторонницей земельной реформы в Транскее и никогда не была особенно очарована политикой: "Я бы не хотела стать членом парламента. Вы должны жить с людьми. Вы должны жить в народе, знать его состояние. Премьер Маклекези говорит: «Я думаю, что вы должны принадлежать к моему правительству». А я говорю: «Нет, это не правильно, потому что, когда я приду туда, мне будет скучно как человеку. Я буду просто скучать». Её сын Табо, приписывал большую часть своего политического успеха мудрости своей матери, но она не соглашалась с ним: «Я бы не назвала это мудростью, это отношение, отношение к себе. Он стал забывать о эго и слушал каждого человека. Это действительно то, что он должен делать, я думаю, что он смог. Я думаю, что он сумел».
В 2006 году она была награждена золотым орденом Баобаба «за её исключительный вклад в улучшение экономического положения обездоленных слоев населения в Восточной Капской провинции и приверженности борьбе против апартеида».
Когда в 2008 году Табо Мбеки был фактически смещён с поста президента, она яростно критиковала Зуму, и публично защищала своего сына. Позже она говорила, что была приглашена на инаугурацию Зумы, на что ответила: «как он может ждать меня, когда он уволил моего сына».
В январе 2014 года МаМбеки в интервью журналистам сказала, что если бы была моложе, то проголосовала бы за Джулиуса Малему и его партию Борцы за экономическую свободу, но все-таки отдаст голос Африканскому национальному конгрессу, прокомментировав и личность Зумы:
Я лично ничего не имею против Зумы. Я считаю его своим сыном. Большую часть времени он не несет ответственности за то, что происходит вокруг него. Он является рупором мощной клики, управляющей страной. Эта клика существует, но я бы не сказала, кто находится в ней. Это несколько человек, управляющих страной, так что это не правильно. Мы существуют только для выделения пенсий и голосования. В противном случае, мы не учитываются. У нас нет выхода, чтобы выразить наши взгляды. Обычными людьми на низовом уровне пренебрегают также и при новом демократическом устройстве, так как больший акцент делается на элите в этой стране.
25 мая она была госпитализирована с лёгочной инфекцией и проблемами с сердцем. Позже её состояние ухудшилось.

### Смерть и похороны
Ипанетт Мбеки скончалась 7 июня в частной больнице Святого Доминика в Ист-Лондоне в Восточно-Капской провинции. Особые провинциальные официальные похороны пройдут в Дутиве 14 июня. Во всех городах Восточно-Капской провинции будут приспущены национальные флаги.
Президент ЮАР Джейкоб Зума сказал, что «мы хотели бы выразить от имени правительства и всех южноафриканцев, наши глубочайшие соболезнования и солидарность нации с семьёй Мбеки в этот час». Генеральный секретарь АНК Гведе Манташе описала МаМбеки как сильного волевого человека, жившего в трудные времена и пожертвовавшую собой и своими детьми на дело нашего движения. Генеральный секретарь КПЮА Блэйд Нзиманде сказал, что Мбеки будут помнить за её боевой дух, так как она была силой, с которой нельзя не считаться, особенно когда речь шла о защите прав людей в мрачные дни апартеида. Председатель КОСАТУ Сдумо Дламини сказал, что МаМбеки отдала свою жизнь за всех южноафриканцев. Попечительский совет Фонда Нельсона Манделы в своём заявлении выразил глубочайшие соболезнования семье Мбеки, в частности:
В письме из тюрьмы 1974 года, Нельсон Мандела сказал: «Южная Африка произвела богатый урожай выдающихся женщин, которые играли самостоятельную роль в нашей истории». МаМбеки была одной из таких женщин.